# Psallodema
Psallodema är ett släkte av insekter. Psallodema ingår i familjen ängsskinnbaggar.
Släktet innehåller bara arten Psallodema fieberi.